# روبکو
روبکو (انگلیسی: Robeco) شرکت سرمایه‌گذاری هلندی است، که در سال ۱۹۲۹ تأسیس شد.